# Igreja da Misericórdia de Santa Maria da Feira
A Igreja da Misericórdia de Santa Maria da Feira localiza-se no centro histórico da freguesia e da cidade da Feira, Município de Santa Maria da Feira, Distrito de Aveiro, em Portugal.

## História
Ergue-se no local onde, em tempos, existiu a Igreja Paroquial de São Nicolau.
Do alto da sua escadaria é possível descortinar uma vista privilegiada do centro da cidade, com o Castelo da Feira como pano de fundo.